# 第38独立親衛自動車化狙撃旅団 (ロシア陸軍)
第38独立親衛自動車化狙撃旅団（だい38どくりつしんえいじどうしゃかそげきりょだん、ロシア語: 38-я отдельная гвардейская мотострелковая бригада）は、ロシア陸軍の旅団。第35諸兵科連合軍隷下。

## 概要

### 第二次世界大戦
1941年8月16日、第二次世界大戦の影響に伴い、赤軍第328狙撃師団としてロシア・ソビエト連邦社会主義共和国ヤロスラヴリ州で創設された。
1941年12月から独ソ戦に投入され、枢軸国に勝利し、レーニン勲章、赤旗勲章、2等スヴォーロフ勲章、名誉称号「親衛隊」、「ヴィテプスク」を授与され、第31親衛狙撃師団に改称された。
1945年11月、機械化に伴い、第29親衛機械化師団に改編された。

### 冷戦期
1953年10月、リトアニア・ソビエト社会主義共和国に移駐した。
1957年6月、歩兵部隊化に伴い、第29親衛自動車化狙撃師団に改編された。
1965年1月、師団番号返還に伴い、第31親衛自動車化狙撃師団に改称された。
1969年8月、ロシア・ソビエト連邦社会主義共和国アムール州に移駐した。
1977年5月、装甲部隊化に伴い、第21親衛戦車師団に改編された。

### ロシア陸軍
1992年5月、ソビエト連邦の崩壊とロシアの独立で創設されたロシア陸軍に編入した。
2009年1月、部隊縮小に伴い、第38独立親衛自動車化狙撃旅団に改編された。

### ロシアのウクライナ侵攻

#### 北部・キーウ戦線
2022年2月24日、ロシアのウクライナ侵攻でベラルーシに配備され、キーウ方面で攻勢を開始したが、北部キーウ州で大損害を受けて撃退された。

#### 北東部・イジューム戦線
2022年4月、北東部ハルキウ州イジューム地区に再配置され、友軍の救援で攻勢を開始したが、6月にロシアの軍事ブロガー兼ルガンスク人民共和国兵士のアンドレイ・モロゾフが損害で兵士が100人未満となり、部隊が全滅したと報告した。

#### 南部・ザポリージャ戦線
2023年6月、再編されて南部ザポリージャ州ポロヒー地区に再配置され、フリャイポレ方面に展開した。

#### ロシア・クルスク戦線
2024年8月、ロシア・クルスク州に再配置され、友軍の救援でスジャ方面に展開した。

## 編制
- 旅団司令部（エカテリノスラフカ）
- 第1自動車化狙撃大隊
- 第2自動車化狙撃大隊
- 第3自動車化狙撃大隊
- 戦車大隊
- 旅団砲兵群
  - 本部中隊
  - 第1自走砲大隊
  - 第2自走砲大隊
  - ロケット砲大隊
  - 対戦車砲大隊
- 高射ミサイル大隊

- 偵察大隊
- 工兵大隊
- 通信大隊
- 兵站大隊
- 狙撃中隊
- 整備中隊
- 電子戦中隊
- NBC防護中隊
- 衛生中隊
- 無人機中隊